# Coizard-Joches
Coizard-Joches település Franciaországban, Marne megyében. Lakosainak száma 91 fő (2022. január 1.). Coizard-Joches Congy, Broussy-le-Grand, Courjeonnet, Vert-Toulon és Villevenard községekkel határos.

## Népesség
A település népességének változása:
| Lakosok száma | 148  | 118  | 102  | 90   | 77   | 76   | 75   | 72   | 78   | 91   |
|               | 1968 | 1982 | 1990 | 2006 | 2013 | 2015 | 2017 | 2019 | 2020 | 2022 |